# Medal Honorowy 48
Medal Honorowy 48-ego (węg. 48-as Díszérem) – odznaczenie jubileuszowe Republiki Węgierskiej, nadawane w latach 1948–1949, przeznaczone dla węgierskich funkcjonariuszy policji oraz żołnierzy, za osiągnięcie znaczących wyników w tzw. „świadomości demokratycznej”. 
Medal ustanowiony został z okazji stulecia powstania węgierskiego 1848, wykonany był z brązu i miał średnicę 35 mm. Jego patronem był XIX-wieczny poeta-powstaniec Sándor Petőfi, którego półprofil znalazł się na awersie wraz z jego imieniem i nazwiskiem. 
Ponad górną częścią medalu umieszczono emaliowany na zielono wieniec laurowy otaczający liczbę „100”, z którego lewej strony umieszczono emaliowaną trójkolorową Flagę Państwową, a z prawej flagę w kolorach wstęgi Orderu Kossutha.
Na rewersie znajdował się ówczesny Herb Węgier z latami „1848” u góry i „1948” poniżej. Lewą, górną i prawą część krawędzi medalu zdobił napis „Z LUDEM PRZEZ OGIEŃ I WODĘ” (A NÉPPEL TŰZÖN-VÍZEN ÁT!).
Zwieńczeniem wieńca była dziurka, przez którą przechodziło kółeczko mocowane do wstążki. Ta była składana w trójkąt, o szerokości 40 mm, ogniście czerwona, wzdłuż obu krawędzi ciągnął się pasek o szerokości 10 mm składający się z trójkątów w kolorach węgierskiej flagi.
Odznaczono nim łącznie 2930 osób.
Po przejęciu pełni władzy przez komunistów osoby nagrodzone zachowały prawo do jego noszenia wraz z innymi oficjalnymi odznaczeniami państwowymi WRL.